# Jorge Llopart
Jordi Llopart Ribas, né le 5 mai 1952 à El Prat de Llobregat et mort le 11 novembre 2020 à Badalone,, est un athlète espagnol (catalan), spécialiste de la marche.

## Carrière
Il devient champion d'Europe sur 50km marche en 1978 à Prague.
Deux ans plus tard, aux Jeux olympiques de 1980, il remporte la médaille d'argent sur 50 km marche, derrière l'Est-allemand Hartwig Gauder.

## Palmarès

### Jeux olympiques
- Jeux olympiques de 1980 à Moscou ( Union soviétique)
  -  Médaille d'argent sur 50 km marche
- Jeux olympiques de 1984 à Los Angeles ( États-Unis)
  - 7e sur 50 km marche
- Jeux olympiques de 1988 à Séoul ( Corée du Sud)
  - 13e sur 50 km marche

### Championnats d'Europe d'athlétisme
- Championnats d'Europe d'athlétisme de 1978 à Prague ( Tchécoslovaquie)
  -  Médaille d'or sur 50 km marche